# Paweł Bielawny
Paweł Marian Bielawny (ur. 18 lipca 1967 w Krotoszynie) – generał brygady Biura Ochrony Rządu, w latach 2007-2012 zastępca szefa Biura Ochrony Rządu.

## Życiorys
W latach 1987–1991 był podchorążym Wyższej Szkoły Oficerskiej Wojsk Zmechanizowanych im. Tadeusza Kościuszki we Wrocławiu. Jest również absolwentem studiów II stopnia w Akademii Obrony Narodowej, studiów podyplomowych w Wyższej Szkole Policji w Szczytnie oraz Wyższego Kursu Obronnego w Akademii Obrony Narodowej.
Służbę w Biurze Ochrony Rządu rozpoczął w 1991 roku. W latach 2006–2007 był p.o. Szefa Oddziału Ochrony Osobistej, a od 2007 – zastępcą szefa Biura Ochrony Rządu. 15 czerwca 2011 prezydent Bronisław Komorowski mianował go na stopień generała brygady BOR.
9 lutego 2012 roku Prokuratura Okręgowa Warszawa-Praga przedstawiła Pawłowi Bielawnemu zarzuty niedopełnienia obowiązków podczas wizyt premiera Donalda Tuska i prezydenta Lecha Kaczyńskiego w Katyniu w kwietniu 2010 r. oraz poświadczenia nieprawdy w dokumencie. W związku z tym, tego samego dnia, szef BOR gen. Marian Janicki zawiesił go w wykonywaniu czynności służbowych, a minister spraw wewnętrznych Jacek Cichocki odwołał ze stanowiska z-cy szefa BOR. W kwietniu 2012 roku został doradcą wojewody małopolskiego Jerzego Millera. Od 7 marca 2023 r. pełni funkcję Prezesa Europejskiego Stowarzyszenia Obronnego – Centrala Środkowo-Wschodnia (SEDCEE). W kwietniu 2017 r. został skazany prawomocnym wyrokiem za niedopełnienie obowiązków spoczywających na BOR przy organizacji wizyt Donalda Tuska i Lecha Kaczyńskiego 7 i 10 kwietnia 2010 r.. 

## Odznaczenia
- Złoty Krzyż Zasługi (2005)[7]
- Brązowy Krzyż Zasługi (2002)[8]